# Антоненко Віктор Олексійович
Ві́ктор Олексі́йович Анто́ненко — лейтенант Національної гвардії, служив у батальйоні ім. Кульчицького, учасник російсько-української війни.

## Нагороди
За особисту мужність і героїзм, виявлені у захисті державного суверенітету та територіальної цілісності України, вірність військовій присязі під час російсько-української війни
- нагороджений орденом Данила Галицького[1].